# Gabriele Cagna
Gabriele Cagna (ur. 25 lutego 1990 r. w Parmie) – włoski wioślarz.

## Osiągnięcia
- Mistrzostwa Świata Juniorów – Pekin 2007 – czwórka podwójna – 11. miejsce[1].
- Mistrzostwa Świata Juniorów – Linz 2008 – czwórka podwójna – 2. miejsce[1].
- Mistrzostwa Świata U-23 – Račice 2009 – dwójka podwójna – 7. miejsce[1].
- Mistrzostwa Świata U-23 – Brześć 2010 – dwójka podwójna – 4. miejsce[1].
- Mistrzostwa Europy – Montemor-o-Velho 2010 – dwójka podwójna – 7. miejsce[1].